# Anegundi
Anegundi fou un principat zamindari de l'Índia que va existir fins al 1799 com a estat feudal i fins al 1889 com a zamindari. Avui es troba a Karnataka, districte de Koppal.
L'estat es va originar en Vijayanagar, que al segle XVI es va enfrontar amb el Sultanat de Bijapur i Golconda que el van derrotar (1565) i van destruir la capital (avui Hampi) i finalment i després esdevingué feudatari de l'Imperi Mogol al que va pagar tribut fins al segle XVIII. El 1749 fou ocupat pels marathes però la família governant s'hi va mantenir com feudataris, i el 1775 va caure en mans d'Haydar Ali del Regne de Mysore que també va deixar el govern local en mans de la família Anegundi. El 1786 Tipu Sultan el va annexionar; quan va morir el 1799 en els reajustaments territorials que van seguir el territori va passar al nizam de l'Estat de Hyderabad (1824) excepte les terres de la comarca de Tungabhadra que van passar a domini britànic. En compensació el govern britànic va pagar una compensació a l'antiga dinastia en forma de pensió anual, fins al 1889 quan no es va poder determinar l'hereu legítim. La família Anegundi encara existeix. L'hereu de Vijayanagar, Krishnadevaraya, fill de Raja Achyuthadevaraya i Rani Chandrakantha Devi, viu a Anegundi on encara són propietaris del Palau d'Anegundi, l'Anjanadhri Parvatha, el temple Durga i el Pampa Sarovar, i presideixen les cerimònies religioses i els festivals tant a Hampi com a Anegundi.
Anegundi és suposadament el rei de les mones de Kishkinda del Ramayana, i es troba a només 5 km d'Hampi. A la rodalia hi ha la muntasnya d'Anjanadri lloc de naixement del déu mona Hanuman, i la muntanya Rishimuka de la que parla el Ramayana. Anegundi es troba a la riba nord del Tungabhadra i inclou el temple d'Huchappayana matha, Pampa Sarovara, Aramane (un palau en ruïnes), el temple Ranganatha, Kamal Mahal, i Navabrindavan.